# Hietasaari (öar)
Hietasaari, nordsamiska: Sammlii Vuodâssuálui, är öar i Finland. De ligger i sjön Enare träsk och i kommunen Enare i den ekonomiska regionen Norra Lappland och landskapet Lappland, i den norra delen av landet, 1 000 km norr om huvudstaden Helsingfors. Arean för den av öarna koordinaterna pekar på är 21,7 hektar och dess största längd är 1,2 kilometer i sydväst-nordöstlig riktning.